# Liste der Monuments historiques in Seilh
Die Liste der Monuments historiques in Seilh führt die Monuments historiques in der französischen Gemeinde Seilh auf.

## Liste der Bauwerke
| Bezeichnung            | Beschreibung                       | Standort | Kennzeichnung | Schutzstatus | Datum     | Bild |
| ---------------------- | ---------------------------------- | -------- | ------------- | ------------ | --------- | ---- |
| Château de Rochemontès | Schloss, erbaut im 17. Jahrhundert | (Lage)   | PA00094489    | Inscrit      | 1946 2008 |      |